# Baok
Baok is een bestuurslaag in het regentschap Kuningan van de provincie West-Java, Indonesië. Baok telt 2880 inwoners (volkstelling 2010).